# Jacques Vinour
Jacques Vinour né à Paris le 4 septembre 1894 et mort dans la même ville le 20 août 1944, est un organiste français.

## Biographie
Jacques Désiré Vinour est organiste titulaire de l'orgue et maître de chapelle de l'église Saint-Germain des Prés. Dans une correspondance avec la compositrice Mel Bonis, il fait mention d'une production sur orgue de cette dernière, à qui il prodigue conseils et encouragements.

## Sources
Étienne Jardin, Mel Bonis (1858-1937) : parcours d'une compositrice de la Belle Époque, 2020  (ISBN 978-2-330-13313-9 et 2-330-13313-8), (OCLC 1153996478)